# Gad Yola
Gad Yola (Lima, 27 de septiembre de 1995) es una cantante, activista y artista drag peruana residente en España.

## Biografía
Gad Yola nació en 1995 en el distrito de La Victoria, pero se crio en El Callao. Con 10 años de edad, migró con su familia a España donde estudió Comunicación Audiovisual, y ha desarrollado su carrera artística. Se inició en el mundo drag en 2017. Forma parte de la Casa Drag Latina, junto a otras cuatro drag queens migrantes y residentes en Madrid. Como activista antirracista, se inició en 2019 escribiendo monólogos reivindicativos en las fiestas Don't Hit La Negra del colectivo madrileño Ayllu.
En 2021 participó en el disco navideño Una Navidad con Samantha Hudson de la artista Samantha Hudson, editado a raíz de un mediometraje homónimo, donde también realizó un cameo.
En 2022 publicó su primer sencillo No exotice, canción que combina cumbia con reguetón y pop, producida por Putochinomaricón, y que trata de la exotización erótica de las personas migrantes y racializadas. Pudo producir el sencillo a partir de un crowdfunding en la plataforma Verkami. El videoclip fue dirigido por Alberto Castro y fue grabado en El Callao y Madrid. Posteriormente, publicó Aguanta Migranta. En 2022 anunció la campaña de micromecenazgo para su primer álbum, Travesti del Perú. El título es un homenaje a la obra Museo Travesti del Perú del artista queer Giuseppe Campuzano.
Participó en la pieza performativa La celebración de los cuerpos que caen. La herida dirigida por el paraguayo Rodrigo Villalba.
En diciembre de 2022 protestó en Madrid por la represión y muertes de sus compatriotas durante las protestas nacionales por el gobierno de Dina Boluarte.
En junio de 2023 lanzó Travesti del Perú, su primer álbum, que grabó en Madrid y Lima. Al año siguiente, publicó el EP q putada!, en colaboración con el cantante afromallorquín Omar Diop. Dicha canción formó parte del disco de 2023.
En junio de 2025 participó en el espectáculo de cierre de la marcha del Orgullo LGBT de Lima en el Campo de Marte.

## Vida personal
Eligió su nombre artístico inspirándose en la actriz israelí Gal Gadot, y «gayola», término que en España se refiere a una masturbación masculina.
Gad Yola se identifica como persona no binaria, y utiliza los pronombres él, ella y elle.

## Discografía

### Álbumes
- Travesti del Perú (2023)

### Sencillos
- No exotice (2022)
- Aguanta Migranta (2022)

### Participaciones
- Una Navidad con Samantha Hudson (2021)

## Filmografía
- Veneno (2020)
- Mis amigas (cortometraje, 2021)
- Una Navidad con Samantha Hudson (2021)
- Cardo (2023)